# Сеймур, Эдвард, 1-й баронет

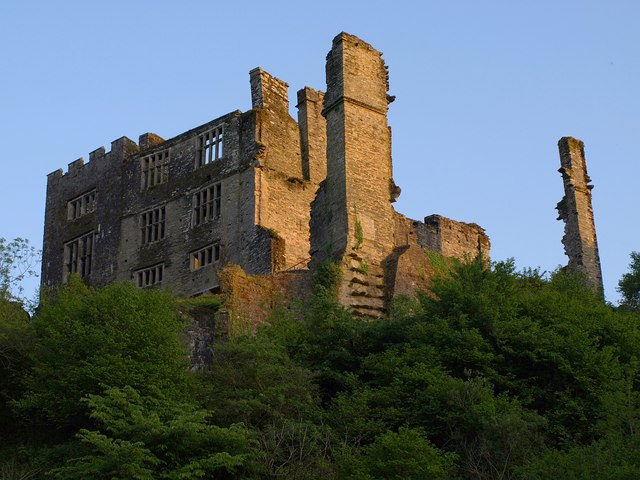
Замок Берри-Померой, графство Девоншир

Сэр Эдвард Сеймур, 1-й баронет из Берри-Померой, Девон (ок. 1563 — 10 апреля 1613) — английский дворянин и политик, член Палаты общин от Девона, дважды главный шериф Девона и полковник.

## Происхождение
Родился около 1563 года в замке Берри-Померой, Девон, в семье, очень влиятельной в западных графствах. Единственный сын и наследник лорда Эдварда Сеймура (ок. 1528—1593) от его жены Маргарет Уолш. Он был внуком Эдварда Сеймура, 1-го герцога Сомерсета (ок. 1500—1552), лорда-протектора Англии (1547—1549). Из-за предполагаемой супружеской измены первой жены герцога Кэтрин Филлол герцогство было унаследовано с предпочтением его сыновьям от его второго брака.

## Карьера
В возрасте 20 лет он был назначен заместителем вице-адмирала Девона. В 1586 году он был вице-адмиралом Корнуолла. В конце 16 века возникла озабоченность по поводу угрозы испанского вторжения, и в 1595 году он получил звание полковника, командовал 1600 солдатами и отвечал за участок побережья южного Девона от Дартмута до Плимута. Он был назначен главным шерифом Девона в 1595 и 1605 годах и вернулся в качестве члена парламента от Девона в 1593 году и 1601—1611 годах.
Он потратил большую сумму на расширение замка Берри Померой, более 20 000 фунтов стерлингов, согласно Джону Принсу в его «Достоинствах Девона», 1697, в частности, на строительство северного строения примерно в 1600 году. В 1604 году он попытался претендовать на часть имения своего деда, 1-го герцога Сомерсета, но ему противостоял его сводный кузен Эдвард Сеймур, 1-й граф Хартфорд, и безуспешно.
Примерно с 1611 года, в результате больших расходов на его дом, расходов на содержание его восьми детей и судебных издержек, ему явно не хватало денег. Несмотря на свои финансовые проблемы, 29 июня 1611 года он был назначен баронетом Сеймуром из Берри-Померой, патент на который стоил ему 1095 фунтов стерлингов.

## Брак и дети
В возрасте 13 лет 19 сентября 1576 года Эдвард Сеймур женился на Элизабет Чамперноун, будучи помолвлен с ней около десяти лет . Она была дочерью сэра Артура Чамперноуна (ок. 1524—1578) из Дартингтона, Девон, вице-адмирала Запада при королеве Елизавете I Тюдор. У супругов были следующие дети:

### Сыновья
- Сэр Эдвард Сеймур, 2-й баронет (ок. 1580 — 5 октября 1659)[8], старший сын и преемник отца
- Уильям Сеймур (умер в 1622 году), женился на Джоан Янг, дочери Джона Янга[9].
- Ричард Сеймур (умер в 1655 году)[9].

### Дочери
- Мэри Сеймур, замужем за сэром Джорджем Фарвеллом[9]
- Элизабет Сеймур, замужем за Джорджем Кэри из Кокингтона[9]
- Бриджит Сеймур (род. 1577), замужем за сэром Джоном Брюином[9]
- Энн Сеймур (1597—1639), вышла замуж за Эдмонда II Паркера (1592—1649) из Норт-Молтона и Борингдон-холла, Плимптон-Сент-Мэри, предка графов Морли[10].

## Смерть и погребение
сэр Эдвард Сеймур скончался в 1613 году и был похоронен в церкви Святой Марии в Берри-Померой, где сохранился хорошо сохранившийся памятник ему, названный Николаем Певзнером «удивительно наивным» . Ему наследовал его старший сын сэр Эдвард Сеймур, 2-й баронет (ок. 1580—1659).